# نانسي طومسون (كابوس شارع إيلم)
نانسي طومسون (بالإنجليزية: Nancy Thompson)‏ (تُدعى نانسي هولبروك في فيلم كابوس في شارع إيلم الذي صُدر في عام 2010)، هي شخصية خيالية في فيلم كابوس على شارع الدردار 3: دريم واريورز. صورتها الممثلة هيذر لانغنكامب في سلسلة الفيلم الأصلي والممثلة الأمريكية باتريشيا روني مارا في فيلم جديد في عام 2010.

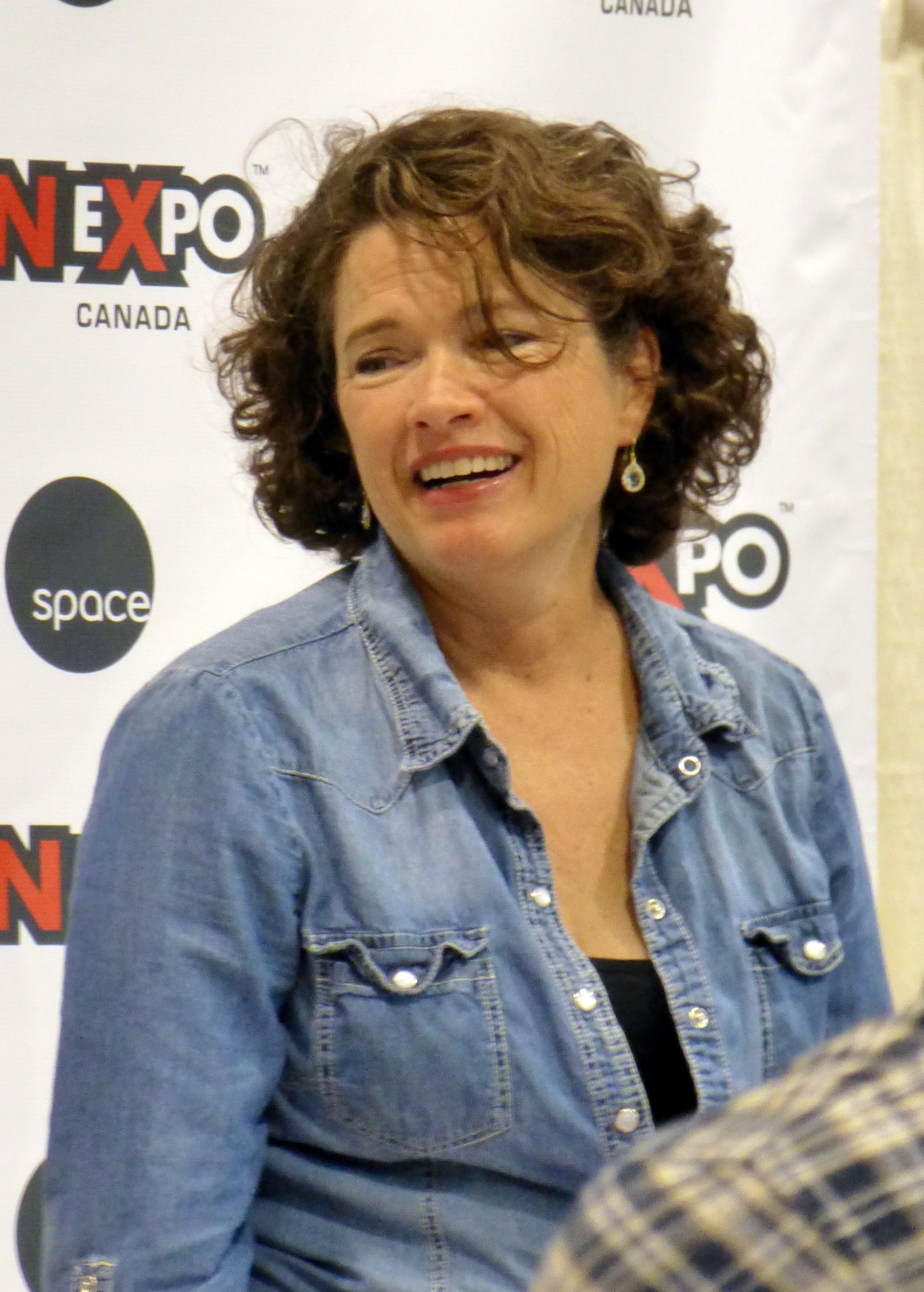
صور هيذر لانغنكامب (نانسي) في السلسلة الأصلية.

تم عرضها في فيلم كابوس على شارع الدردار في عام 1984، وهي أول شخص يحارب فريدي كروغر وتعيش على قيد الحياة. في فيلم كابوس على شارع الدردار 3: دريم واريورز، توجه نانسي آخر أطفال شارع إلم مع معركتهم ضد فريدي. في كابوس ويس كرافن الجديد (1994)، يجب أن تصبح هيذر لانغنكامب نانسي مرة أخرى لوضع حد للكيان الذي يجسد فريدي كروغر في «العالم الحقيقي».
تظهر نانسي أيضًا في سلسلة الكتب المصورة، والروايات، وألعاب الفيديو، وكابوس على شارع الدردار (فيلم 2010). وقد ظهرت في مجموعة متنوعة من الأعمال التجارية على أساس الأفلام.
كانت نانسي معروفة بشخصية «كابوس على شارع إلم»، وقد سميت بأيقونة ثمانينيات القرن الماضي، وكانت تعتبر في كثير من الأحيان واحدة من أهم الشخصيات الأنثوية في كل السينما. كما اعتبرت شخصية بارزة في ثقافة البوب الأمريكية.

## الظهور

### في الفيلم
في فيلم كابوس في شارع إيلم، كانت نانسي فتاة تبلغ من العمر 15 عامًا بدأت تعاني من الكوابيس حول رجل غامض يتجول في سترة حمراء وخضراء. الرجل لديه «سكاكين بأصابعه»، وهو يكسر الأشياء في الحلم. علمت أن صديقتها تينا تعاني من كوابيس مماثلة. قُتلت تينا أثناء نومها في وقت لاحق من تلك الليلة. ويخبر رود صديق تينا نانسي أنه رأى أربعة شفرات «غير مرئية» تقطعها في نفس الوقت، وهو كشف يقنعها بأن الرجل من أحلامها مرتبط بالقتل. تبدأ نانسي بالاعتماد على الكافيين للبقاء مستيقظة، وتكتشف في نهاية المطاف أنها تستطيع سحب الأشياء من حلمها بعد أن تأخذ قبعة القاتل، الذي يحمل اسم «فريدي كروغر». تشرح لها والدتها أن كروجر كان قاتل أطفال تم حرقه حتى الموت من قبل والديها بعد أن تم إطلاق سراحه من السجن على أساس تقني. وتصبح نانسي مقتنعة بأنه ينتقم من أطفال قاتليه عن طريق الخروج من القبر. مع كل صديقاتها، تشكل نانسي خطة لمواجهة كروجر بمفردها وسحبه إلى العالم الحقيقي، حيث يقع ضحية لسلسلة من الأفخاخ المتفجرة التي أقامتها. في النهاية، هزمت نانسي كروجر من خلال استعادة الطاقة التي أعطتها إياه وتجريده من سلطته.

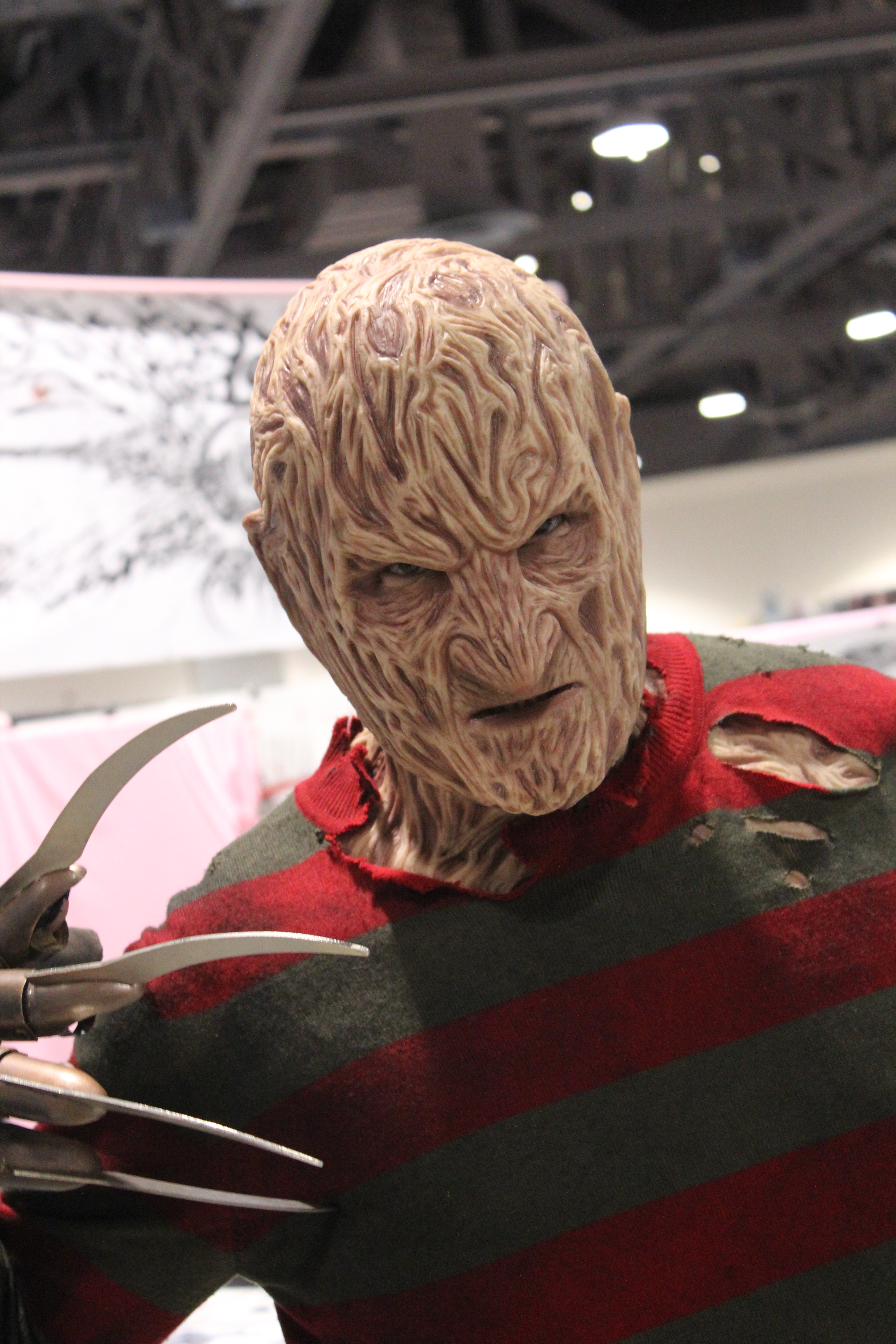
فريدي كروغر، الخصم الرئيسي للبطلة

على الرغم من أن نانسي لا تظهر في فيلم كابوس في شارع إيلم 2: ثأر فريدي، فإنها تحافظ على وجودها عندما تنتقل عائلة جديدة إلى المنزل حيث قاتلت فريدي كروغر. يكتشف المراهق جيسي والش، الذي يسكن غرفة نانسي القديمة، وصديقته ليزا مذكرات نانسي القديمة - التي تروي أحداث الفيلم الأول. التي تُخبرهم عن جرائم قتل أصدقاء نانسي، ويكشف أيضًا عن نقاط القوة والضعف لدى كروغر. هذا يساعد جيسي وليزا على التغلب على فريدي كروغر في صراعهم معه.

## الفتاة الأخيرة
لطالما كانت شخصية نانسي طومسون بفيلمي كابوس في شارع إلم وكابوس شارع إيلم 3: محاربو الأحلام واحدة من أكثر بطلات أفلام الرعب تأثيرًا. في كتابه أفلام رعب في الثمانينيات، أشار جون كينيث موير إلى نانسي طومسون، قائلًا ما يلي:
«كما كتبت كرافن وأدت هيثير لانجنكامب، أن نانسي غريبة بعض الشيءء على هذا النوع من سينما الرعب: فهي شابه ذكية قادرة على ربط الأشياء المُهمة في حياتها. وحدها نانسي قادرة على إدراك الصلة الفعلية بين العوالم وعلى رؤية ما هو أبعد من الواقع كونها تدربت على فعل ذلك وفقًا لتاريخ العائلة. وهي مُستعدة في معركتها مع فريدي كروغر، لأنها اكتشفت بالفعل الحقيقة المُظلمة الكامنة تحت سطح شارع إلم. عانت نانسي من طلاق والديها، وغياب والدها، وإدمان والدتها الكحول... حتى أنها قُورنت صراحةً مع هاملت... فقمع هاملت أكاذيب والدته، وهو الفعل الذي تكرره نانسي أثناء الفيلم...»
«لذا فإن مُفتاح هزيمة فريدي... هو شيء يتعارض مع أبرز سمات نانسي. فيجب عليها أن تُدير ظهرها إلى شيطان الحلم. يجب عليها استعادة كل الطاقة التي أعطتها له... فإن أزمة نانسي تتمحور في معرفة متى تحفر من أجل الحقيقة ومُواجهة الأكاذيب، ومتى تُدير ظهرها للفساد والأكاذيب التي اكتشفتها...»
«يجب على الفتاة الأخيرة اتخاذ خطوات فعّالة لحماية نفسها وقهر الشر. على سبيل المثال، تشتري نانسي دليل البقاء على قيد الحياة والدفاع عن النفس، وفي نهاية شارع إلم، تستدرج فريدي في مُطاردة معه إلى أفخاخ مُتفجرة... على عكس لوري، الذي يُصورها الهالويين على أنها ضحية مصير لا يُمكن تغييره، شخص ما يجب أن يُباشر بالدفاع بسرعة وبشكل آلي، فنانسي مُسلّحة للمعركة ومُستعدة للتحرك.»

## روابط خارجية
Nancy Thompson on IMDb